# Empire Builder
Empire Builder er en over 3.500 kilometer lang Amtrak-passagertogsstrækning fra midtvesten til det nordvestlige USA, som tager 45-46 timer at gennemkøre i sin helhed. Det er Amtraks travleste langdistancestrækning og det travleste daglige tog, med flere end 500.000 årlige rejsende i perioden 2007 til 2010. Før Amtrak blev oprettet og overtog passagertogstrafikken i USA, var Empire Builder selskabet Great Northern Railways flagskib.
Strækningen, der begynder i Chicago (Illionois), deles i Spokane (Washington) og har endestation i Seattle (Washington) hhv. Portland (Oregon). Den løber gennem delstaterne Illinois, Wisconsin, Minnesota, North Dakota, Montana, Idaho og Washington hhv. Oregon. Der foretages længere ophold i Saint Paul (Minnesota), Minot (North Dakota), Havre (Montana) og Spokane (Washington). Andre større stationer er Milwaukee (Wisconsin), Fargo (North Dakota), Whitefish (Montana) og Vancouver (Washington). Jernbanesporene tilhører primært private godstranssportselskaber. BNSF Railways nordlige strækning benyttes mellem Seattle og Minneapolis, Minnesota Commercial mellem Minneapolis og Saint Paul, Canadian Pacific mellem Saint Paul og Glenview samt Metra mellem Glenview og Chicago.
Der kører dagligt et tog i hver retning. Køreplanen er tilrettelagt således, at toget kører gennem den naturskønne Rocky Mountains-bjergkæde (særligt Glacier National Park) i dagslys, men det er mest sandsynligt om sommeren og ombord på østgående tog.

## Strækningsbeskrivelse
Amtraks moderne vestgående Empire Builder afgår fra Chicagos Union Station tidligt på eftermiddagen, hvorfra det kører mod nord til Milwaukee (Wisconsin). Efter Milwaukee kører toget gennem det landlige sydlige Wisconsin og krydser den Øvre Mississippiflod ved La Crosse. Toget kører gennem det sydøstlige Minnesota, krydser igen Mississippifloden ved Hastings og standser ved Midway Station i Saint Paul. Vestover fra Saint Paul ændrer landskabet sig fra skov til prærie, og det bliver mindre befolket og relativt ufrugtbart. Passagerer, der rejser mod vest, ser kun natbelysningen på spredte gårde i det fjerne. Mens Empire Builder kører gennem North Dakota og det østlige Montana, ser man den nordlige del af slette- og prærielandskabet Great Plains.
Omsider forlader toget prærierne i North Dakota og Montana med tre korte ophold tæt ved Glacier National Park (East Glacier Park, kun om sommeren, eller Browning, kun om vinteren, Essex, med standsning efter behov, samt West Glacier Park) efterfulgt af et længere ophold i Whitefish (Montana, ikke så langt fra Glacier National Park). Året rundt, afhængigt af vejret, er der udsigt til bjergene fra toget, mens det kører langs den sydlige udkant af nationalparken. Når mørket igen falder på, forsætter toget gennem bjergene, blandt andre i det nordlige Idaho og i det østlige Washington.
I Spokane deles toget, hvor de fire bagerste vogne (udsigtsvogn, to vogne med siddepladser og en sovevogn) kører ned gennem Columbiaflodens dal til Portland i Oregon, mens de øvrige vogne kører krydser Cascades-bjergkæden til Seattle.
På udvalgte delstrækninger i sommermånederne, kan man i udsigtsvognen høre frivillige fra Trails and Rails fortælle om disse delstrækningers historie og seværdigheder.
Den 21. august 2005 blev toget relanceret med forbedret betjening. Heri indgår aktiviteter, som ikke findes på Amtraks andre langdistancetog; den anden dag midt på eftermiddagen, er der vin- og ostesmagning i spisevognen for de rejsende i sovevognene. Der fortælles om de vine, der smages på, og der er en konkurrence, med vinflasker som gevinst.

## Historie
Det oprindelige Empire Builder blev indviet den 11. juni 1929, og afsatte Oriental Limited som jernbanens førende tog. Det nye tog blev navngivet til ære for jernbanemagnaten James J. Hill, i sin livstid kendt som "The Empire Builder" (imperiebyggeren), der reorganiserede flere krakkende jernbanevirksomheder under navnet Great Northern Railway, og sent i det 19. århundrede forlængede strækningen til den nordvestlige stillehavskyst. Under anden verdenkrig blev toget ændret, så der kunne medbringes flere passagerer. Efter krigen blev nye strømlinede dieseldrevne tog taget i brug. Det første af disse efterkrigstog afgik den 23. februar 1947.
Køreplanen blev optimeret, så de rejsende fik mulighed for at se Cascades-bjergkæden og Rocky Mountains-landskaberne i Glacier National Park, en nationalpark som blev etableret efter kraftig lobbyisme udført af Great Northern Railway. Fra 1950'erne kunne passagererne se landskaberne gennem tre siddevogne med gennemsigtigt tag samt en "Great Dome"-vogn for passagerer på første klasse.
To alvorlige togulykke med Empire Builder fandt sted i Great Northern Railways tid:
- I 1931 blev et østgående tog nær Moorhead i Minnesota, mens det kørte næsten 100 km/t, ramt af en tornado, der afsporede toget og slyngede en af dens 83 tons tunge siddevogne 24 meter gennem luften. En blev dræbt og 57 kom til skade.[4]
- I 1945 var Empire Builder opdelt i to separate togsæt, kørende næsten lige efter hinanden, på grund af megen krigstidstrafik. Det andet togsæt kørte ind i den standsede udsigtsvogn i det første togsæt i Michigan City (North Dakota), hvorved 34 blev dræbt.[5]

Siden etableringen har toget kørt fra Chicago til Spokane, hvor det deles i togsæt der kører til Seattle hhv. Portland (bortset fra årene 1971 til 1981, hvor toget ikke kørte til Portland. Før 1971 blev strækningen fra Chicago til Saint Paul kørt af Chicago, Burlington and Quincy Railroad via deres hovedbane langs Mississippifloden gennem Wisconsin. Toget kørte også tidligere direkte mod vest fra Minneapolis-Saint Paul, før det drejede mod nord i Willmar (Minnesota) til Fargo. Togsættet fra Spokane til Portland blev oprindelig kørt af Spokane, Portland and Seattle Railway.
Efter Amtrak i 1971 overtog toget og flyttede delstrækningen fra Chicago til Saint Paul til Chicago, Milwaukee, St. Paul and Pacific Railroads hovedstrækning gennem Milwaukee langs den strækning, der tidligere blev benyttet af Hiawatha-togene til Minneapolis-Saint Paul og den nordvestlige stillehavskyst.
I januarudgaven af tidsskriftet Trains, blev strækningen anført som en af de fem, som Amtrak i regnskabsåret 2012 vil overveje at forbedre, som det var tilfældet med flere andre strækninger (Sunset, Eagle, Zephyr, Capitol og Cardinal) i 2012.

## Passagertal og indtjening
I regnskabsåret 2007, transporterede Empire Builder over en halv million passagerer, og bevarede derved sin position som Amtraks mest populære langdistancestrækning. I regnskabsåret 2008 steg passagertallet med 9,8 procent til 554.266, som dog var kendetegnet ved ekstraordinært høje pris på brændstof, mens antallet af rejsende faldt med 7 procent til 515.444 i 2009. Strækningen havde en omsætning på 54 millioner dollar samme år, efter Acela Express, Northeast Regional og Auto Train. I 2007 og 2008 var den placeret som nummer tre. Omkring 65 procent af omkostningerne ved at køre toget, dækkes af billetindtægter, kun overgået af Amtraks særlige østkystbiltog Auto Train.
I regnskabsåret 2011 transporterede Empire Builder næsten 470.000 passengerer, et fald på 12,1 procent fra 2010. Empire Builder er stadig den mest populære af Amtraks langdistancestrækninger. Strækningen havde en total omsætning på 53.773.711 dollar i 2011, et fald på 8,1 procent fra 2010.

## Problemer med oversvømmelser
Flere gange har strækningen været truet af oversvømmelser, og nogle tog har måttet aflyses eller ændres, når vandstanden steg. Mens det meste af strækningen igen er brugbar i løbet af nogle dage eller uger, udgør stigende vandstand i Devils Lake i North Dakota, der ikke har naturlige afløb, en længerevarende trussel mod strækningen. Amtrak har offentliggjort, at de ikke vil køre over en bro tæt på Churchs Ferry, hvis vandstanden når 443 meter. I april 2010 nåede vandstanden 442 meter. BNSF anslår, at det vil koste 100 millioner dollar at opgradere jernbanen i området, for at trafikken kan fortsætte. Hvis grænsen for vandstanden nås, bliver toget flyttet sydpå, hvorved betjeningen af Rugby, Devils Lake og Grand Forks ophører.
I august 2010, på trods af at BNSF er holdt op med at køre godstog på denne del af jernbanen, blev der rapporteret, at North Dakotas medlemmer af Repræsentanternes Hus og Senatet havde erklæret, at der ikke kunne blive tale om at ændre strækningen, som foreslået af BNSF, til at løbe direkte mellem Fargo og Minot (begge i North Dakota), samt muligvis standse i New Rockford. I stedet erklærede de, at de ville "finde de nødvendige midler" til at hjælpe Amtrak med at dække vedligeholdelsesomkostningerne, som er blevet overdraget fra BNSF, hvis strækningen stadig skal benyttes.
Sourisfloden løb i foråret og sommeren 2011 over sine bredder i og ved Minot, hvilket forhindrede Empire Builder i at køre gennem Minot i den sidste del af juni og i størstedelen af juli. I noget af det tidsrum kørte Empire Builder på den østlige del af strækningen kun mellem Chicago og Saint Paul, og i den vestlige kun til/fra Havre (Montana). Der var også oversvømmelser andre steder på strækningen, blandt andre ved Devils Lake. Længere mod vest var områder langs Missourifloden også oversvømmet.

## Tidligere stationer
I 1970 medførte oversvømmelser ved Koocanusasøen, at 97 kilometer spor blev omlagt og den 11,3 kilometer lange Flathead Tunnel blev anlagt, hvilket betød at Empire Builder ikke længere kunne betjene Eureka (Montana). Empire Builder standsede også i Troy (Montana) indtil 15. februar 1973. Den 1. oktober 1979 flyttede Amtrak Empire Builder, så den gamle North Coast Hiawathas strækning mellem Minneapolis og Fargo (North Dakota) blev taget i brug. I forbindelse med den ændring, ophørte betjeningen af Willmar, Morris og Breckenridge (alle i Minnesota), mens St. Cloud, Staples og Detroit Lakes (alle i Minnesota) kom til. En ny ændring den 25. oktober 1981, hvor Seattle-delstrækningen blev flyttet fra den gamle Chicago, Milwaukee, St. Paul and Pacific Railroads strækning til Burlington Northern Railroads strækning gennem Cascade Tunnel over Stevens Pass. Med ændringen ophørte betjeningen af Yakima, Ellensburg og Auburn (alle i Washington).
Der er stillet forslag om, at Empire Builder, sammen med Hiawatha Service, bliver flyttet en station mod nord til North Glenview i Glenview (Illinois), for at undgå længere standsninger, der blokerer for trafikken på Glenview Road. En sådan ændring vil betyde at North Glenview Station skal ombygges for at kunne håndtere den ekstra trafik, og er afhængig af støtte fra Glenview, Illinois General Assembly og Metra. I Minnesota forventes Empire Builder at vende tilbage til Saint Paul Union Depot i 2012, 41 år efter stationen sidst blev betjent, dagen før dannelsen af Amtrak.

## Materiel
Det nuværende Empire Builder-tog benytter Amtraks dobbeltdækker-Superliner-materiel. I 1979 var Empire Builder den første strækning, der fik tilført materiellet. I sommeren 2005 blev toget relanceret med nyistandsat materiel. Et typisk togsæt fra 2005 og frem består af følgende:
- To GE P42 "Genesis"-lokomotiver
- Bagagevogn (Seattle)
- Sovevogn til passagerer og personale (Seattle)
- Sovevogn (Seattle)
- Sovevogn (Seattle)
- Spisevogn (Seattle)
- Siddevogn (Seattle)
- Siddevogn (Seattle)
- Sightseer Lounge/Café (Portland)
- Sidde-/bagagevogn (Portland)
- Siddevogn (Portland)
- Sovevogn (Portland)
- Siddevogn (Chicago-Saint Paul)

I Spokane deles toget. Lokomotiverne sammen med de forreste syv vogne fortsætter til Seattle. Et enkelt lokomotiv, der venter i Spokane, kobles på de bagerste fire vogne og kører dem til Portland. I højsæsonerne er der ofte en enkelt ekstra siddevogn bagerst på toget mellem Chicago og Saint Paul, som kobles fra der og venter på næste dags returtog, som tager den med tilbage til Chicago. Det modsatte sker, når toget kører mod øst.